# Henri Picheral
 (novembre 2016).
Si vous disposez d'ouvrages ou d'articles de référence ou si vous connaissez des sites web de qualité traitant du thème abordé ici, merci de compléter l'article en donnant les références utiles à sa vérifiabilité et en les liant à la section « Notes et références ».
Pour les articles homonymes, voir Picheral.
Henri Picheral, né le 28 mai 1938 à Montpellier où il est mort le 14 décembre 2022,, est un géographe français.

## Biographie
- Si vous ne connaissez pas le sujet, laissez ce bandeau (vous pouvez alors contacter les auteurs).
- Si vous supprimez le contenu mis en cause (vous pouvez préalablement contacter les auteurs),

argumentez précisément cette suppression dans la page de discussion
(un manque de référence n'est pas un argument ; une recherche réelle de référence doit avoir été effectuée, être formellement documentée).

### Formation
Il a suivi ses études secondaires classiques au lycée Alphonse-Daudet de Nîmes et toutes ses études supérieures à l'Institut de géographie de la faculté des lettres de Montpellier .

### Carrière
Après sa réussite à l'agrégation de géographie (1962) et son service militaire (1er régiment de hussards parachutistes), et un court passage dans l'enseignement secondaire, toute sa carrière universitaire se déroule à Montpellier.
Il soutient en 1975 à la faculté des lettres de Montpellier (devenue Université Paul Valéry) sa thèse de doctorat d'État de géographie intitulée Géographie médicale du midi méditerranéen. Il y sera nommé professeur en 1979 puis responsable de l'école doctorale « Espaces, temps et sociétés » et enfin élu vice-président du Conseil scientifique de l'université Paul Valéry de 1994 à 1998, Il avait siégé auparavant au Comité National des Universités (23e section) et au Comité national du CNRS (section 39) de 1993 à 2000. On retiendra surtout dans ce parcours la création sous sa responsabilité à Montpellier du premier DEA et de la première équipe de recherche (GEOS Atelier de géographie de la santé) habilités en France par le Ministère de la Recherche qui consacrait la reconnaissance et l'installation de la géographie de la santé d'abord dans la communauté des géographes français, mais tout autant dans les autres institutions de la recherche en santé publique. Il dirigera de nombreuses thèses de chercheurs, jeunes ou confirmés, français et étrangers. Souvent Invité à ce titre par des universités étrangères, notamment au Québec.

## Travaux

### De la géographie médicale à la géographie de la santé
Encouragé sur place par Gaston Galtier et Raymond Dugrand, et à Paris par des maîtres de la géographie humaine française (Jacqueline Beaujeu-Garnier, Pierre George, Philippe Pinchemel ...), Henri Picheral s'est ainsi placé dans le sillage de la géographie médicale telle que l'avait conçue en 1943 Maximilien Sorre dans ses Fondements biologiques de la géographie humaine essai d'une écologie de l'homme. Mais il en élargit le périmètre au-delà des maladies infectieuses parasitaires en incluant les maladies chroniques et sociales et enrichit sa portée en intégrant aussi les ressources sanitaires et leur utilisation, proposant de passer du « complexe » au « système pathogène », et de la « géographie médicale » à la « géographie de la santé ».
Il est aussi l'un des tout premiers à promouvoir l'analyse régionale des questions de santé en fermes d'analyse et de politique opérationnelle : les concepts de bassin de santé, de territoire de santé, d’aménagement sanitaire du territoire entre autres, lui doivent leur usage aujourd'hui reconnu. De même a-t-il prôné chaque fois que les données le permettent, un changement d'échelle, du global (international) au local (la commune, le quartier, la rue, le logement) en se libérant des limites administratives.

## Ouvrages
- Espace et Santé : Géographie médicale du Midi de la France (préfaces de Jacques Mirouze et Raymond Dugrand) Montpellier : Le Paysan du Midi , 1976
- Atlas et géographie du Languedoc et du Roussillon (avec Robert Ferras et Bernard Vielzeuf / Paris : Flammarion , 1979
- Etudes de géographie médicale, Pays tempérés et sociétés développées. CTHS Bibl.Nationale 1981
- Aspects régionaux de l'alcoolisme et de l'alcoolisation en France. / Ministère de la Solidarité, de la Santé et de la Protection sociale, H. C. E. A. Paris : la Documentation française , 1990
- La localisation des cabinets de médecins généralistes en Languedoc-Roussillon (1963-1983) (avec Patricia Kokkinos), Montpellier : Atelier de géographie de la santé - Université Paul Valéry, 1991
- Dictionnaire raisonné de géographie de la santé, Montpellier : Université Montpellier III-GEOS , 2001
- avec J. de Kervasdoué : Santé et territoire. Carnet de santé de la France, Paris Dunod, 2004
- « La géographie de la santé » in Concepts de la géographie humaine (A. Bailly et al.) Paris, Armand Colin, 1984
- « Géographie » in Santé publique (Brucker et Fassin et al.) Paris, Ellipses, 1989